# Kari Skogland
Kari Skogland, née à Ottawa en Ontario, est une productrice, réalisatrice et scénariste canadienne.

## Filmographie

### comme productrice
- 1997 : The Size of Watermelons
- 2000 : Nature Boy (TV)
- 2007 : The Stone Angel
- 2008 : La Guerre de l'ombre (Fifty Dead Men Walking)

### comme réalisatrice
- 1994 : Dead at 21 (série télévisée)
- 1996 : Haute finance (Traders) (série télévisée)
- 1997 : The Size of Watermelons
- 1997 : La Femme Nikita (série télévisée)
- 1997 : Men with Guns
- 1998 : Nothing Too Good for a Cowboy (TV)
- 1998 : White Lies (TV)
- 1998 : Sins of the City (série télévisée)
- 1998 : The Crow (The Crow: Stairway to Heaven) (série télévisée)
- 1999 : Les Démons du maïs 6 (Children of the Corn 666: Isaac's Return) (vidéo)
- 2000 : The Courage to Love (TV)
- 2000 : Associées pour la loi (Family Law) (série télévisée)
- 2000 : Nature Boy (TV)
- 2001 : Zebra Lounge (TV)
- 2002 : Appel au meurtre (Liberty Stands Still)
- 2003 : Riverworld, le monde de l'éternité (Riverworld) (TV)
- 2001 : Queer as Folk (série télévisée)
- 2004 : Chicks with Sticks
- 2004 : The L Word (série télévisée)
- 2005 : Terminal City (série télévisée)
- 2006 : Banshee (TV)
- 2006 : Rapid Fire (en) (TV)
- 2007 : The Stone Angel
- 2008 : La Guerre de l'ombre (Fifty Dead Men Walking)
- 2012 : Boardwalk Empire (série télévisée)
- 2013 : Under the Dome (série télévisée)
- 2014 : Vikings (série télévisée)
- 2015 : Fear the Walking Dead (série télévisée)
- 2016-2017 : The Walking Dead (série télévisée)
- 2016 : House of Cards (série télévisée)
- 2017-2018 : The Handmaid's Tale : La Servante écarlate (série télévisée)
- 2017 : The Punisher (série télévisée)
- 2019 : The Loudest Voice (série télévisée)
- 2021 : Falcon et le Soldat de l'hiver (série télévisée)
- prochainement : Wind River: Rising (film)

### comme scénariste
- 2000 : John John in the Sky
- 2000 : Nature Boy (TV)
- 2002 : Appel au meurtre (Liberty Stands Still)
- 2007 : The Stone Angel
- 2008 : La Guerre de l'ombre (Fifty Dead Men Walking)
- 2014 : Vikings (TV)